# ساکرامنتو (نبراسکا)
ساکرامنتو (به انگلیسی: Sacramento) یک منطقهٔ مسکونی در ایالات متحده آمریکا است که در شهرستان فلپس، نبراسکا واقع شده‌است. ساکرامنتو ۶۹۰٫۹۹ متر بالاتر از سطح دریا واقع شده‌است.